# Eyal Zamir
Eyal Zamir (hebreu: אייל זמיר‎; Eilat, 26 de gener de 1966) és un militar israelià. És l'actual Cap de l'Estat Major de les Forces de Defensa d'Israel, havent assumit el càrrec el 5 de març de 2025. Anteriorment, havia estat Director General del Ministeri de Defensa d'Israel (2023–2025), Cap de l'Estat Major Adjunt entre 2018 i 2021, comandant del Comandament del Sud, Secretari Militar del Primer Ministre, comandant de la 36a Divisió i comandant de la 7a Brigada Blindada.

## Biografia
Eyal Zamir va néixer i créixer a Eilat. Els seus avis eren immigrants del Iemen i Síria. Es va graduar a la 17a promoció de l'Acadèmia Militar de Comandament de Tel Aviv.
Es va graduar a l'Escola Interservei de Comandament i Estat Major i a l'Escola de Seguretat Nacional. És llicenciat en ciències polítiques per la Universitat de Tel Aviv, té un màster en seguretat nacional per la Universitat de Haifa, i és exalumne del Programa de Direcció General per a Alts Executius (GMP) de la Wharton School.

## Carrera militar
Zamir va començar el seu servei a les FDI el 1984, unint-se al Cos de Blindats. Al Cos de Blindats va rebre formació com a soldat de combat i més tard va assistir al curs de comandant de tancs. Va completar un curs d'oficials de blindats i va ser comandant de secció i comandant de companyia a la 500a Brigada i la 460a Brigada.
Entre 1992 i 1994, va servir com a oficial d'operacions de la 7a Brigada Blindada (amb el rang de major). Del 1994 al 1996 va servir com a comandant del 75è Batalló de la 7a Brigada (amb el rang de tinent coronel). El 1996, va ser comandant del curs de comandants de tancs a l'escola de blindats. Va servir en aquest càrrec fins al 1997, quan va estudiar durant un any a l'Escola militar de França.
Entre 1998 i 2000, va servir com a oficial d'operacions de la 162a Divisió cuirassada. Entre el 2000 i el 2002, va ser cap del Departament de Teoria del Cos de Blindats a la seu de l'Oficial en Cap de Blindats, i alhora va exercir com a comandant de la 656a Brigada, una divisió de reserva del Comandament Central (amb el rang de coronel). Entre el 2002 i el 2003, va ser comandant del Centre d'Entrenament Tàctic al Centre Nacional d'Entrenament, en paral·lel amb el seu càrrec de comandant de la divisió de reserva.

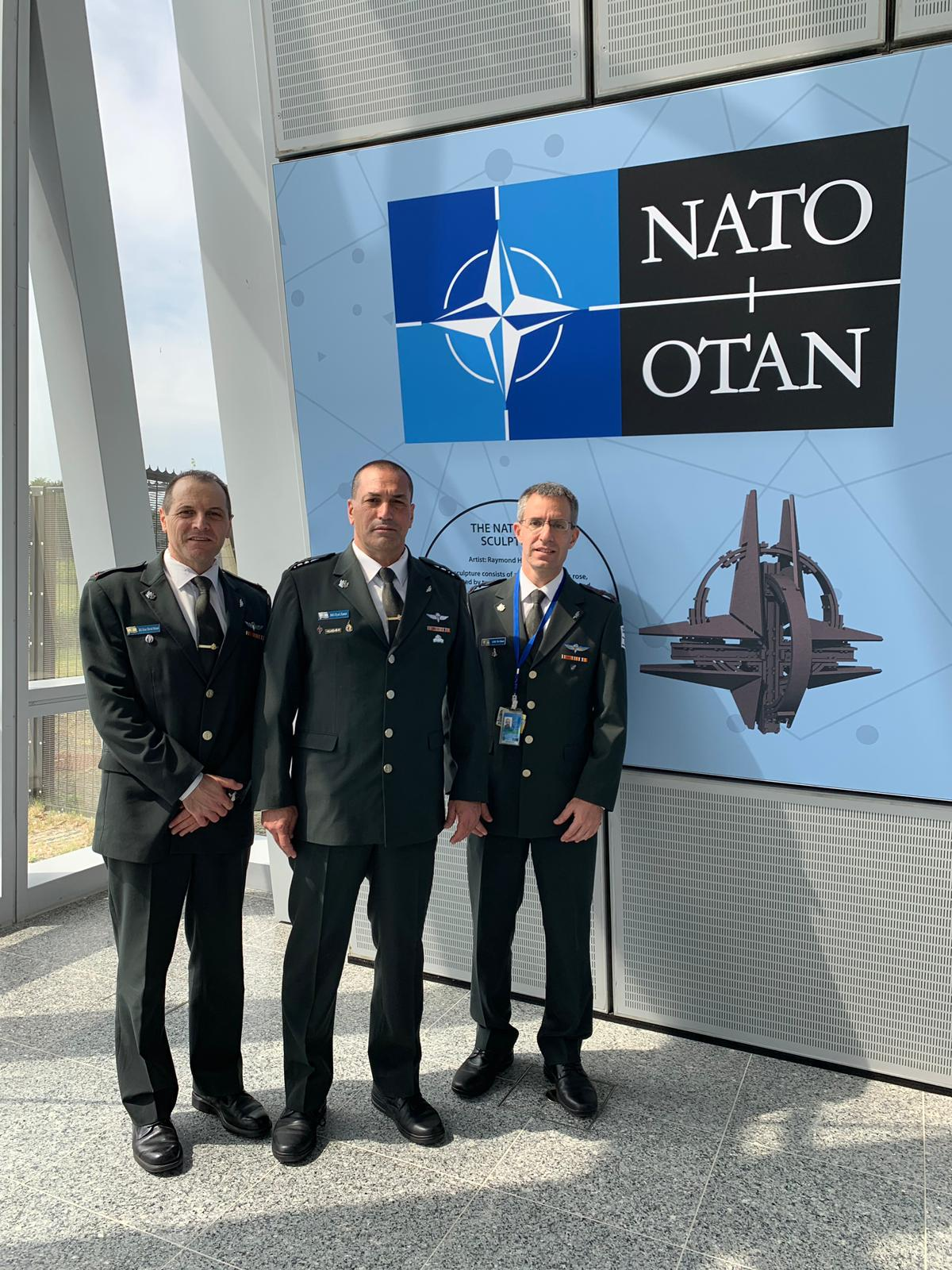
Zamir com a sotscap de gabinet a la seu de l'OTAN a Brussel·les, 2021.

Entre el 2003 i el 2005, va ser comandant de la 7a Brigada Blindada. Entre el 2007 i el 2009, va exercir com a comandant de la 143a Divisió (amb el rang de general de brigada), i alhora va comandar un curs per a comandants de companyia i comandants de batalló.
El juny de 2009, va ser nomenat comandant de la 36a Divisió. El juliol de 2011, va ser substituït per Tamir Hayman.
El novembre de 2012, va ser nomenat secretari militar del primer ministre. El 3 de setembre de 2015, va acabar el seu mandat com a secretari militar del primer ministre. El 14 d'octubre de 2015, va assumir el càrrec de comandant del Comandament del Sud. Cap al final del seu mandat, van començar els enfrontaments a la frontera entre Israel i la Franja de Gaza. El 6 de juny de 2018, va acabar el seu mandat com a comandant del Comandament del Sud.
Zamir va aparèixer juntament amb Aviv Kohavi, Yair Golan i Nitzan Alon a la llista de finalistes del 2018 per substituir el llavors Cap de l'estat major Gadi Eisenkot. Kochavi va ser nomenat finalment per al càrrec, i Zamir es va convertir en sotscap d'estat major, un càrrec que va ocupar fins a l'11 de juliol de 2021.

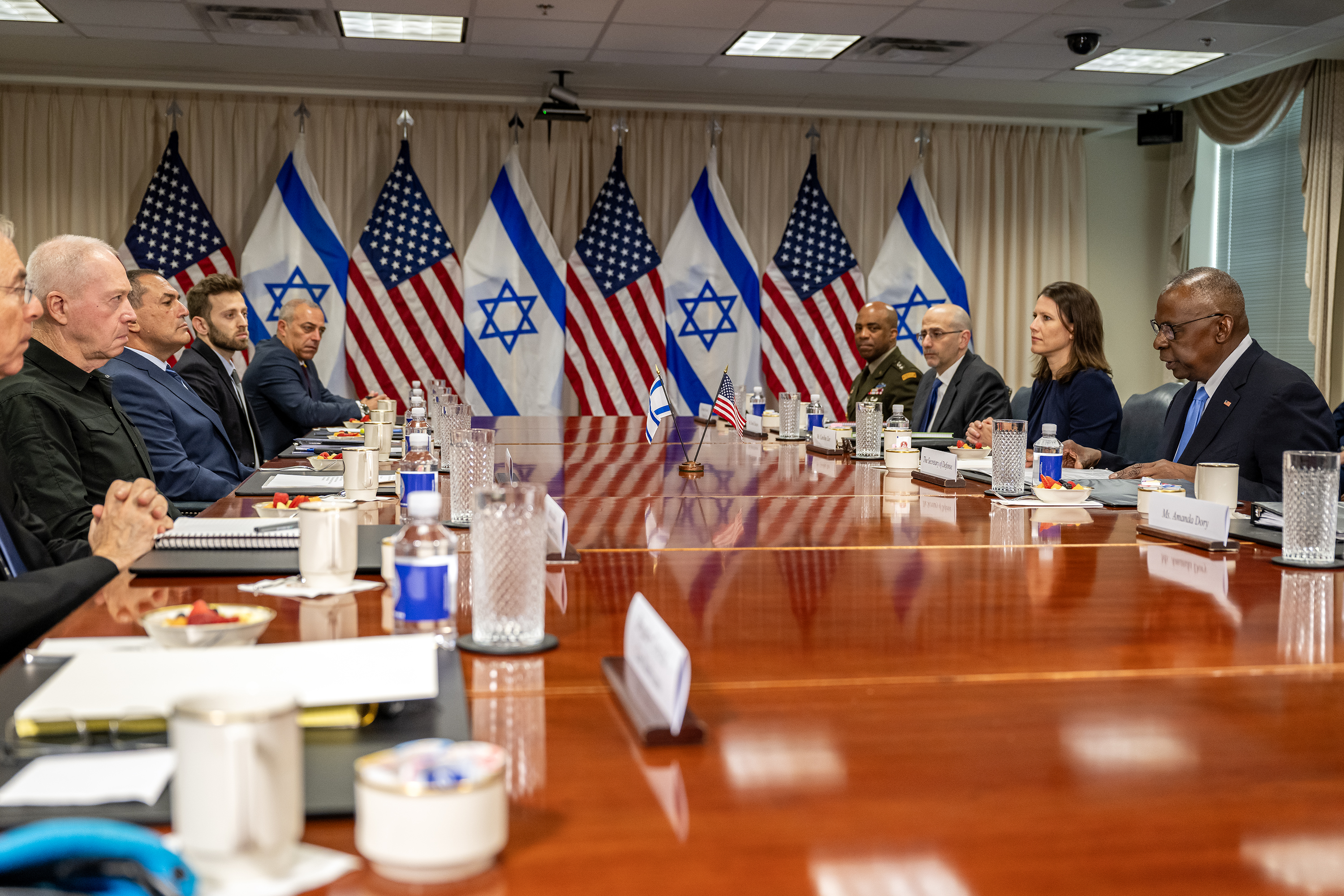
Eyal Zamir i Yoav Gallant amb el secretari de Defensa dels EUA, Lloyd Austin, al Pentàgon, el 25 de juny de 2024.

El 13 de juny de 2022, el ministre de Defensa, Benny Gantz, va iniciar el procés de selecció del nou Cap de l'Estat Major. Zamir va tornar a ser-ne candidat, aquest cop amb Herzi Halevi i Yoel Strick.  Halevi va ser escollit per davant de Zamir al setembre i va assumir el càrrec al gener del 2023.
El 2 de gener de 2023, va ser nomenat director general del Ministeri de Defensa per Yoav Gallant.
Després que Halevi anunciés la seva intenció de deixar el càrrec de Ramatcal el gener de 2025, el ministre de Defensa, Israel Katz, va citar Zamir, juntament amb Amir Baram i Tamir Yadai com els tres candidats per substituir-lo. Zamir va ser anunciat com a substitut de Halevi l'1 de febrer de 2025. Va prendre possessió del càrrec el 5 de març a les 16:00, després d'una cerimònia que es va celebrar al centre de comandament de la Força Aèria Israeliana a HaKirya, a Tel Aviv.